# Турнір пам'яті Валерія Лобановського 2018
Турнір пам'яті Валерія Лобановського 2018 — п'ятнадцятий офіційний турнір пам'яті Валерія Лобановського, що проходив у Києві з 29 по 31 травня 2018 року. У турнірі брали участь чотири збірні.

## Учасники
У турнірі брали участь чотири збірні:
- Україна (U-19) (господарі)
- Словенія (U-21)
- Ізраїль (U-21)
- Греція (U-21)

## Стадіони
| Київ                          | Бориспіль        |
| ----------------------------- | ---------------- |
| «Динамо» ім. В. Лобановського | «Колос»          |
| Місткість: 16 873             | Місткість: 5 654 |
|                               |                  |

## Регламент
Кожна з команд стартує з півфіналу, переможці яких виходили до фіналу, а збірні, що програли, грають матч за 3-тє місце.

## Матчі

### Півфінали
| 29 травня 2018 15:00 |

| Греція (U-21) | 1 — 3    | Словенія (U-21)                   |
| ------------- | -------- | --------------------------------- |
| Мораїтіс 75'  | Протокол | Ожболт 23' (пен.) Млакар 59', 77' |

| «Колос», Бориспіль |

Греція: Кусіадіс, Катраніс  45+1' (Кір'якопулос, 46), Хацидіакос (Евангелу,63), Карахаліос (к) (Сварнас, 75), Стайкос (Нацос, 63), Коцопулос, Хацийованніс (Бузукіс, 75), Мавропанос, Фасідіс (Юсіс, 63), Мораїтіс (Мораїтіс, 46  66'), Васілудіс, Масурас.

Словенія: Сорчан, Ж.Хумар, Пішек, Ліпушчек, Кухар (Прімц, 61) Крамаріч (к), Репас (Я.Хумар, 54), Фаткіч  27' (Гліха, 46), Мате, Вокіч, Ожболт (Млакар, 54).

| 29 травня 2018 18:00 |

| Україна (U-19) | 0 — 1    | Ізраїль (U-21)  |
| -------------- | -------- | --------------- |
|                | Протокол | Канішовськи 16' |

| «Динамо» ім. В. Лобановського, Київ |

Україна U-19: Кучерук, Бондар, Сафронов (Конопля, 81), Попов, Миколенко, Хахльов (Цитаїшвілі, 86), Булеца (Янаков, 86), Супряга (Кулаков, 81), Бєляєв, Ременюк (Мусолітін, 46), Снурніцин (Корнієнко, 46).

Ізраїль U-21: Мейр, Давід, Бардеа (Біттон, 78), Плакущенко, Начмайс (Карзев, 46), Вейсман, Соломон, Даса (Халайла, 75), Тзур, Канішовськи, Баршацкі (Адхенені, 46).

### Матч за 3-тє місце
| 31 травня 2018 18:00 |

| Україна (U-19) | 1 — 3    | Греція (U-21)                                       |
| -------------- | -------- | --------------------------------------------------- |
| Бондар 28'     | Протокол | Кір'якопулос 21' Корнієнко 31' (аг) Коцопулос 90+4' |

| «Динамо» ім. В. Лобановського, Київ |

Україна: Кожухар, Бондар (к) (Снурніцин, 65), Попов  89', Миколенко, Цитаїшвілі (Мусолітін, 72), Хахльов (Бєляєв, 65), Корнієнко, Булеца (Янаков, 72), Супряга (Кулаков, 72  79'), Дришлюк (Веремієнко, 80), Конопля.

Греція: Коцаріс, Сварнас, Катраніс, Евангелу  76', Карахаліос (к)  90+2', Юсіс (Масурас, 62), Бузукіс (Васілудіс, 46), Нацос (Стайкос, 62), Фасідіс, Кір'якопулос (Хацийованніс, 72  85'), Мораїтіс (Коцопулос, 72).

### Фінал
| 31 травня 2018 15:00 |

| Ізраїль (U-21) | 0 — 3    | Словенія (U-21)                 |
| -------------- | -------- | ------------------------------- |
|                | Протокол | Озболт 41' Млакар 69' Піщек 81' |

| «Колос», Бориспіль |

Ізраїль: Хассон, Мейр (Асефа, 71), Біттон (Лакао, 77), Карзев (Даса, 46), Плакущенко  53' (Альмог, 63), Нахімас  83', Соломон, Халайла (Вайссман, 46), Гурфінкель, Каніховські (Аденені, 77), Баршажкі  90+2'.

Словенія: Сорчан (Ярц, 86), Хумар (Ходжич, 86), Тімотей, Піщек, Ліпущек  83', Кухар (Хумар, 46), Крамаріч (Фаткіч, 17, Брекало, 62), Гліха  90+2', Вокіч (Цвєтічанін, 84), Репас (Прімч, 62), Озболт (Млакар, 46).

## Нагороди[1]
| Володар Кубка Лобановського |
| --------------------------- |
| Словенія (U-21) 2-й титул   |

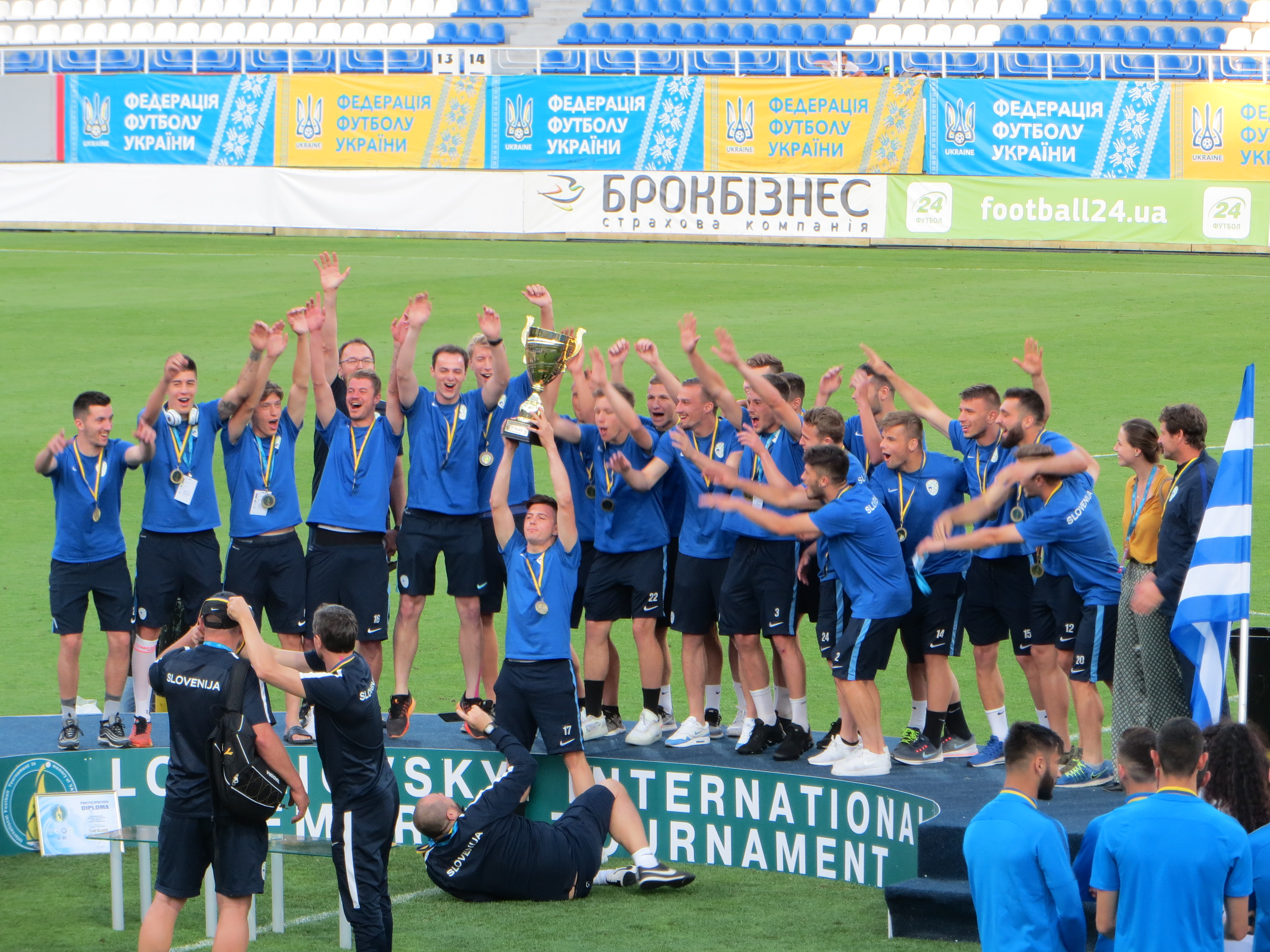
Словенія (U-21) з трофеєм.

- Найкращий воротар: Константінос Коцаріс (збірна Греції)
- Найкращий захисник: Валерій Бондар (збірна України)
- Найкращий півзахисник: Максим Плакущенко (збірна Ізраїлю)
- Найкращий нападник: Ян Ребас (збірна Словенії)

## Склади команд

### Україна[2]
Воротарі: Владислав Кучерук («Динамо» Київ), Андрій Кожухар («Чорноморець» Одеса).
Захисники: Валерій Бондар, Віктор Корнієнко, Юхим Конопля (всі — «Шахтар» Донецьк), Віталій Миколенко, Денис Попов (обидва — «Динамо» Київ), Ігор Снурніцин («Олімпік» Донецьк), Олег Веремієнко («Карпати» Львів), Олександр Сафронов («Дніпро-1» Дніпро).
Півзахисники: Олексій Хахльов ( «Депортіво Алавес»), Сергій Булеца, Денис Янаков (обидва — «Динамо» Київ), Кирило Дришлюк («Зірка» Кропивницький), Микола Мусолітін («Чорноморець» Одеса), Олександр Бєляєв («Дніпро-1» Дніпро).
Нападники: Георгій Цитаїшвілі («Динамо» Київ), Андрій Кулаков («Шахтар» Донецьк), Андрій Ременюк («Карпати» Львів), Владислав Супряга («Дніпро-1» Дніпро).
Головний тренер: Олександр Петраков.